# All American: Homecoming
All American: Homecoming ist eine amerikanische Sportdrama-Fernsehserie von Nkechi Okoro Carroll, die am 21. Februar 2022 auf The CW Premiere hatte. Es ist ein Spin-off von All American. Im Mai 2022 wurde die Serie um eine zweite Staffel verlängert, die am 10. Oktober 2022 Premiere hatte. Im Juni 2023 wurde die Serie um eine dritte Staffel verlängert. Im Juni 2024 wurde bestätigt das die dritte Staffel die letzte sein soll.

## Handlung
In diesem Spin-off von All American lässt Simone Hicks ihren Freund Jordan in Los Angeles zurück und besucht die Bringston University, ein historisch schwarzes College in Atlanta, Georgia, wo sie beschließt, ihren Traum, Profi-Tennisspielerin zu werden, zu verwirklichen. Ebenfalls an der Schule ist Damon Sims, ein Studienkollege, der sich in der College-Szene zurechtfindet, um seinen Traum zu verwirklichen, für die Universität Baseball zu spielen, nachdem er einen MLB-Draft abgelehnt hatte, um unter der Anleitung seines Trainers Marcus Turner weiterhin für Bringston Baseball zu spielen. Ebenfalls dabei ist Amara Patterson, Simones Tante, die an der Bringston-Universität Journalismus unterrichtet.